# 26-й Венецианский кинофестиваль

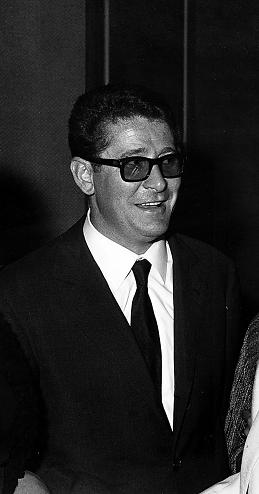
Эрманно Ольми на Венецианском кинофестивале в 1965 году

26-й Венецианский международный кинофестиваль проходил в Венеции, Италия, с 24 августа по 6 сентября 1965 года.

## Жюри
- Карло Бо (председатель жюри, Италия)[2],
- Льюис Джейкобс (США),
- Джей Лейда (США),
- Николай Лебедев (СССР),
- Макс Липпманн (Германия),
- Эдгар Морен (Франция),
- Руне Вальдекранц (Швеция).

## Фильмы в конкурсе
- Мне двадцать лет, режиссёр Марлен Хуциев
- Красная борода, режиссёр Акира Куросава
- Трус, режиссёр Сатьяджит Рей
- Любовные похождения блондинки, режиссёр Милош Форман
- Микки один, режиссёр Артур Пенн
- Безумный Пьеро, режиссёр Жан-Люк Годар
- Симеон-пустынник, режиссёр Луис Бунюэль
- Отважный маленький человек, режиссёр Лейф Крантц
- Три комнаты на Манхэттене, режиссёр Марсель Карне
- Туманные звёзды Большой Медведицы, режиссёр Лукино Висконти
- Верность, режиссёр Пётр Тодоровский

## Награды
- Золотой лев: Туманные звезды Большой Медведицы, режиссёр Лукино Висконти
- Специальный приз жюри:
  - Мне двадцать лет, режиссёр Марлен Хуциев;
  - Симеон-пустынник, режиссёр Луис Бунюэль;
  - Отважный маленький человек, режиссёр Лейф Крантц
- Кубок Вольпи за лучшую мужскую роль: Тосиро Мифунэ — Красная борода
- Кубок Вольпи за лучшую женскую роль: Анни Жирардо — Три комнаты на Манхэттене
- Приз международной ассоциации кинокритиков (ФИПРЕССИ): Гертруда, Симеон-пустынник
- Приз Международной Католической организации в области кино (OCIC): Красная борода
- Премия международного союза кинокритиков (UNICRIT): Двадцать часов
- Лев Сан-Марко — Гран-при: Морозко, режиссёр Александр Роу
- Лев Сан-Марко:
  - Малютка Чорвен, Боцман и Мозес, режиссёр Олле Хеллбом
  - По Гамлету, режиссёр Фред Могубгуб
  - Снежный день, режиссёр Мэл Уиттман
  - Бегство в никуда, режиссёр Вацлав Таборски
- Лев Сан-Марко — лучший молодёжный фильм: Ищущий глаз, режиссёр Илэйн Басс и Сол Бэсс
- Лев Сан-Марко — лучший документальный фильм: Le Isole incantante
- Лев Сан-Марко — лучший документальный фильм для ТВ: Филипп Петэн: Процесс в Виши, режиссёр Лилиана Кавани
- Лев Сан-Марко — лучший детский фильм: Чарли, режиссёр Алан Болл и Джимми Т. Мураками
- Серебряная медаль: Ограбление средь бела дня, режиссёр Майкл Труман
- Лучший дебют: Верность, режиссёр Пётр Тодоровский